# بوصير شرق أردني
البوصير شرق الأردني (باللاتينية: Verbascum transjordanicum) نوع نباتي يتبع جنس البوصير من الفصيلة الغدبية.

## الموئل والانتشار
موطنه بلاد الشام.